# 皮耶德博尔讷
皮耶德博尔讷（法語：Pied-de-Borne，法語發音：[pje də bɔʁn]）是法国洛泽尔省的一个市镇，属于芒德区。

## 地理
皮耶德博尔讷（44°28'32"N, 3°59'5"E）面积27.89 平方千米，位于法国奧克西塔尼大區洛泽尔省，该省份为法国南部内陆省份，北起上盧瓦爾省和康塔爾省，西接阿韦龙省，南至加尔省，东临阿尔代什省。
与皮耶德博尔讷接壤的市镇（或旧市镇、城区）包括：蒙塞尔格、圣玛格丽特-拉菲热尔、马隆和埃尔兹、蓬泰尔和布雷西、圣安德烈卡普塞兹、维勒福尔、普雷旺谢尔。

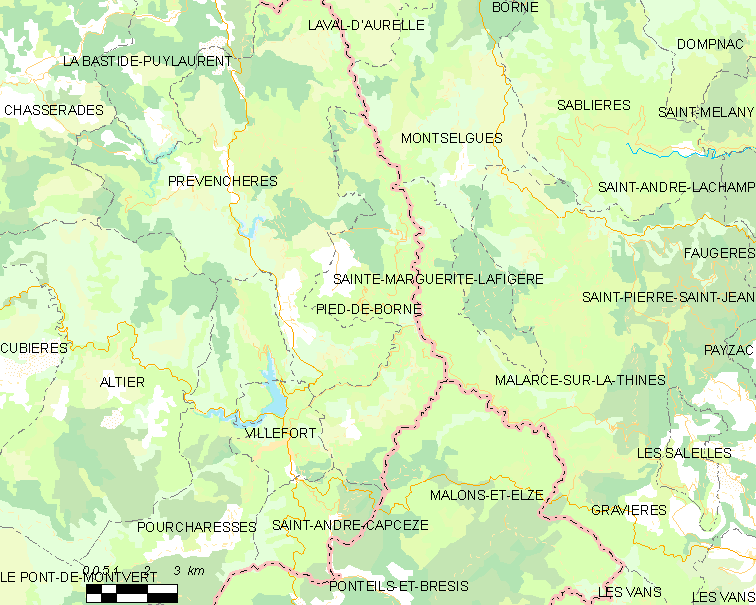
皮耶德博尔讷的OSM定位图

皮耶德博尔讷的时区为UTC+01:00、UTC+02:00（夏令时）。

## 行政
皮耶德博尔讷的邮政编码为48800，INSEE市镇编码为48015。

## 政治
皮耶德博尔讷所属的省级选区为圣艾蒂安-迪瓦尔多内县。

## 人口

1962-2008年间皮耶德博尔讷人口变化图示

皮耶德博尔讷于2022年1月1日时的人口数量为197人。